# Planguenoual
Planguenoual è un comune francese di 1 961 abitanti situato nel dipartimento delle Côtes-d'Armor nella regione della Bretagna.

## Luoghi e monumenti
- La Fattoria di Laboureur[2], aperta al pubblico durante l'estate che propone percorsi legati alle vecchie tecniche agricole
- Domaine du Val[3], è un castello del XV secolo, visitabile tutto l'anno
- Pigeonnier du Vaujoyeux, XVI secolo, visitabile tutto l'anno. È un edificio a pianta quadrata con quattro piccole absidi, inserito in programmi di protezione dei Monumenti storici di proprietà prima della famiglia de Rochefort, poi dei signori di Houmelin.
- Manoir de la Ville-Méen[4] maniero di proprietà privata interessante testimonianza dell'architettura nobiliare conservante delle vestigia dell'inizio del XV secolo.

## Società

### Evoluzione demografica
Abitanti censiti